# Альфонсо Серон
Альфонсо Серон (ісп. Alfonso Cerón або Xerone, Girón) (народився 1535, Ґранада — рік смерті невідомий, Жирона?) — іспанський священнослужитель, шахіст і шаховий теоретик..

## Життєпис

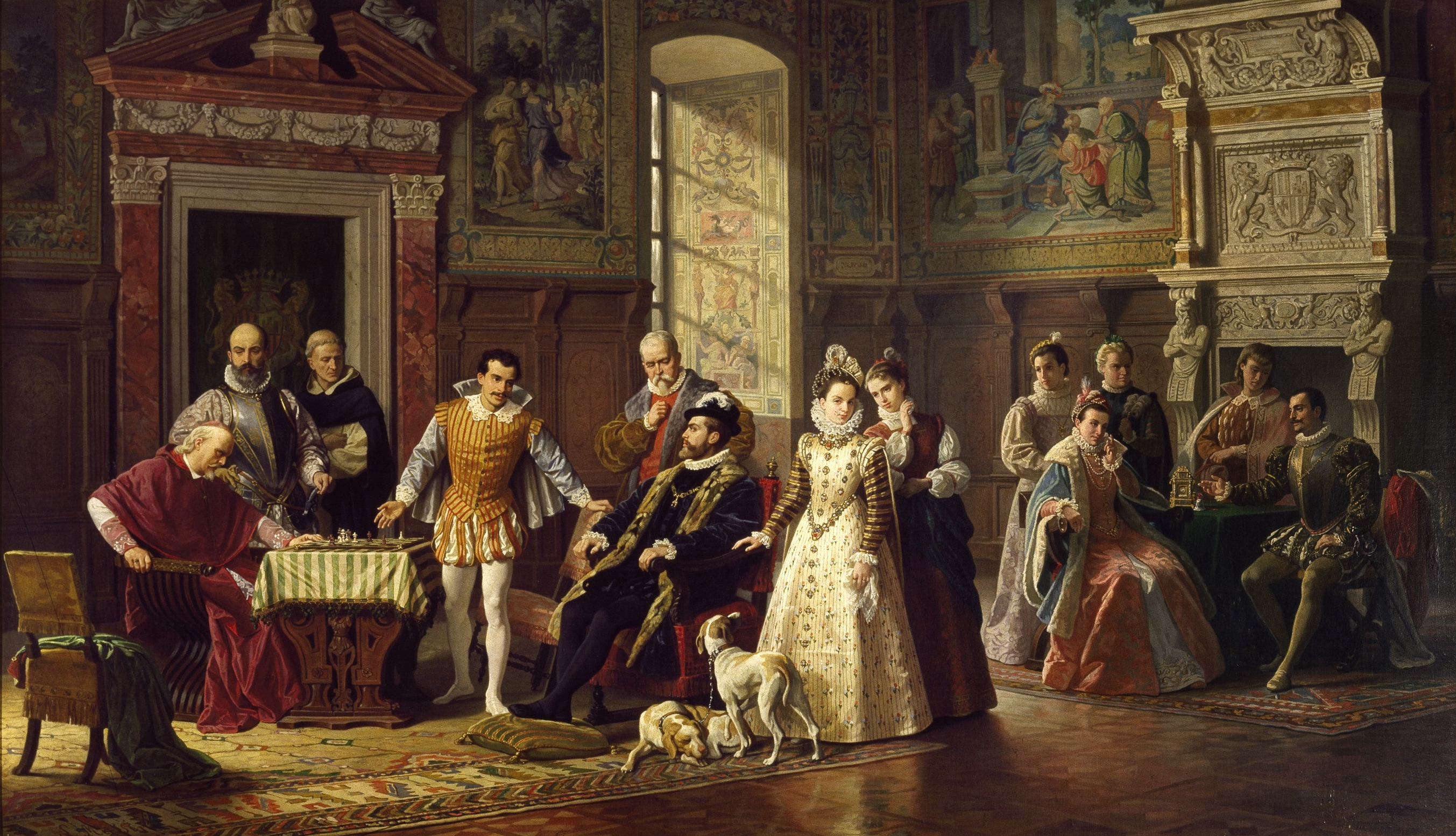
Луїджі Муссіні. Шаховий турнір при дворі короля Іспанії. 1883.

Про життя шахіста збереглося вкрай мало інформації. Народився Альфонсо Серон 1535 року в Гранаді, про що відомо з заголовка написаного ним шахового трактату. Серон прийняв сан католицького священика. Був каноніком.
Альфонсо Серон вважався одним з найсильніших шахістів Іспанії XVI століття. Взяв участь у Мадридському турнірі 1575, який вважають першим міжнародним. На ньому виступили чотири найсильніші шахісти Італії та Іспанії. Всі вони були підданими іспанського короля, оскільки Південна Італія, звідки походили обидва італійських шахісти, також входила до складу його держави.
Турнір складався з серії партій, які грали в різний час один проти одного Альфонсо Серон і Руй Лопес де Сеґура від Іспанії і Паоло Бої на прізвисько «Сіракузець» і Джованні Леонардо ді Бона на прізвисько «Малюк» від Італії. Турнір відбувся 1575 року в палаці Ескоріал поблизу Мадрида. На ньому був присутній король Філіп II. Альфонсо Серон показав найгірший результат серед усіх учасників.
Деякі подробиці турніру в Мадриді й життєпису Альфонсо Серона повідомляє італійський шахіст та історик шахів Алессандро Сальвіо (близько 1570-1640) у своєму біографічному нарисі «Путтіно, або мандрівний лицар», присвяченому Джованні Леонардо ді Бона. Внаслідок похилого віку Серон до часу турніру вже полишив шахи і жив у селі, неподалік від Мадрида. Попри це, він продовжував користуватися славою сильного шахіста, який ні в чому не поступався Лопесу. Почувши, що Леонардо переміг Лопеса, він викликав Леонардо на поєдинок. Однак цей поєдинок закінчився невдало для Серона, він програв усі партії. Леонардо, відчуваючи свою силу, запропонував Лопесу і Серону грати проти нього вдвох, спільними силами. Лопес і Серон прийняли пропозицію. Іспанські аристократи стали укладати значні парі на переможця в цьому незвичайному змаганні. Джованні Леонардо здобув перемогу, а якісь Родріго і Томазо Капуто, на прізвисько Россес, співвітчизники Леонардо, які поставили на нього, виграли великі суми грошей.
Коли Леонардо грав проти Лопеса і Серона, прибув Паоло Бої, метою його було зіграти проти Джованні Леонардо, з яким він вже раніше грав і рахунок перемог у них був рівний. Леонардо ухилився від поєдинку, через раптову смерть на батьківщині своєї нареченої, і виїхав з Мадриду. Алессандро Сальвіо не повідомляє деталі подій після його від'їзду, але з контексту стає зрозуміло, що Паоло Бої після цього зіграв серію партій проти найсильніших іспанських шахістів. Сальвіо не повідомляє подробиці гри конкретно Альфонсо Серона проти Бої, але пише: «...Бої без труднощів обігрує Лопеса і Серона».
Турнір зображений на картині Луїджі Муссіні «Шаховий турнір при дворі короля Іспанії» (1883).

## Спадщина Альфонсо Серона
Англійський історик шахів і математик початку XX століття Маррі Гарольд Джеймс Русвен Меррей стверджував, що партії Альфонсо Серона збереглися і наявні в книгах Джуліо Чезаре Полеріо «Manuscrito Buoncompagno» і «Trattato degli Scacchi-Abruzzese», які являють собою узагальнення записів цього італійського шахіста і теоретика шахів, зроблених між 1572 і 1584 роками, і присвячені герцогові Сора в 1594 році. Джуліо Чезаре Полеріо супроводжував Джованні Леонардо до Мадриду в 1575 році й був свідком шахових поєдинків свого супутника.
Альфонсо Серон є автором шахової керівництва, яке названо латинської версією його імені «Alfonsus Ceron, Granatensis» і назвою латинською та іспанською мовами — «De latrunculorum ludo o Del juego del Ajedrez». Про нього згадував бібліограф Ніколас Антоніо в першому томі «Bibliotheca Hispana Nova», виданому 1673 року в Римі, через сто років після смерті автора трактату. Та ж інформація про нього присутня і в другому виданні цього тому. Відтоді трактат не привертав уваги дослідників.